# Lp (matematik)
I matematikken er Lp og ℓp henholdsvis funktionsrummet af p-dobbelt integrable funktioner og det tilhørende følgerum. De giver en vigtig klasse af eksempler på Banachrum i funktionalanalyse.

## Motivation
Betragt det reelle vektorrum Rn. Summen af vektorer i Rn er givet ved
{\displaystyle \ (x_{1},x_{2},\dots ,x_{n})+(y_{1},y_{2},\dots ,y_{n})=(x_{1}+y_{1},x_{2}+y_{2},\dots ,x_{n}+y_{n}),}
og skalarmultiplikation er givet ved
{\displaystyle \ \lambda (x_{1},x_{2},\dots ,x_{n})=(\lambda x_{1},\lambda x_{2},\dots ,\lambda x_{n}).}
Længden af en vektor {\displaystyle x=(x_{1},x_{2},\dots ,x_{n})} er typisk givet ved
{\displaystyle \ \|x\|_{2}=\left(x_{1}^{2}+x_{2}^{2}+\dots +x_{n}^{2}\right)^{1/2},}
men dette er ingenlunde den eneste måde at definere en længde. For reelle tal p, p ≥ 1, defineres
{\displaystyle \ \|x\|_{p}=\left(|x_{1}|^{p}+|x_{2}|^{p}+\dots +|x_{n}|^{p}\right)^{1/p}}
for enhver vektor {\displaystyle x=(x_{1},x_{2},\dots ,x_{n})}. Det viser sig at denne definition tilfredsstiller egenskaberne for en "længdefunktion" (eller en norm); dvs. at nulvektoren er den eneste med længde nul, at længden af en vektor ændres (modulus-)lineært ved skalarmultiplikation, og at længden af summen af to vektorer aldrig er større end summen af de enkelte længder (trekantsuligheden). For hvert p ≥ 1 bliver Rn med ovenstående p-norm et fuldstændigt normeret vektorrum – et Banachrum.

## Rummene ℓp
Ovenstående p-norm kan udvides til vektorer med tælleligt uendeligt mange komponenter, hvilket giver rummet ℓp. For en tælleligt uendelig følge, {\displaystyle \ x=(x_{1},x_{2},\dots ,x_{n},x_{n+1},\dots )}, af reelle (eller komplekse) tal, defineres sum ved
{\displaystyle \ (x_{1},x_{2},\dots ,x_{n},x_{n+1},\dots )+(y_{1},y_{2},\dots ,y_{n},y_{n+1},\dots )=(x_{1}+y_{1},x_{2}+y_{2},\dots ,x_{n}+y_{n},x_{n+1}+y_{n+1},\dots ),}
og skalarmultiplikation ved
{\displaystyle \ \lambda (x_{1},x_{2},\dots ,x_{n},x_{n+1},\dots )=(\lambda x_{1},\lambda x_{2},\dots ,\lambda x_{n},\lambda x_{n+1},\dots ).}
Analogt med det endelige tilfælde defineres p-normen
{\displaystyle \ \|x\|_{p}=\left(|x_{1}|^{p}+|x_{2}|^{p}+\dots +|x_{n}|^{p}+|x_{n+1}|^{p}+\dots \right)^{1/p}.}
Problemet er her, at rækken på højresiden ikke nødvendigvis konvergerer, så f.eks. vil følgen bestående at lutter 1-taller have uendelig p-norm for alle p ≥ 1. Rummet ℓp defineres da som mængden af uendelige følger af reelle eller komplekse tal med endelig p-norm.
Det kan vises, at der for p ≤ q gælder ℓp ⊆ ℓq. For eksempel vil følgen
{\displaystyle \ \left(1,{\frac {1}{2}},\dots ,{\frac {1}{n}},{\frac {1}{n+1}},\dots \right)}
ikke ligge i ℓ1, men den ligger i ℓp for p>1, da rækken
{\displaystyle \ 1^{p}+{\frac {1}{2^{p}}}+\dots +{\frac {1}{n^{p}}}+{\frac {1}{(n+1)^{p}}}\dots }
divergerer for p = 1 (den harmoniske række), men den er konvergent for p > 1.
Man definerer tillige ∞-normen af en følge som
{\displaystyle \ \|x\|_{\infty }=\sup(|x_{1}|,|x_{2}|,\dots ,|x_{n}|,|x_{n+1}|,\dots )}
og det tilhørende rum, ℓ∞, af alle følger med endelig ∞-norm (hvilket er netop de begrænsede følger). Det viser sig, at
{\displaystyle \ \|x\|_{\infty }=\lim _{p\to \infty }\|x\|_{p},}
hvis højresiden er endelig, eller hvis venstresiden er uendelig. Altså betragtes ℓp for 1≤p≤∞.
Den ovenfor definerede p-norm på ℓp kan vises at være en norm, og ℓp bliver med denne norm et Banachrum. Det generelle rum, Lp, fås – som det ses nedenfor – ved at betragte vektorer med vilkårligt mange elementer og ikke blot tælleligt mange; med andre ord betragtes funktioner. For at definere p-normen benyttes Lebesgueintegralet i stedet for summation, og ℓp-rummene vil opstå som særtilfælde.

## Egenskaber ved ℓp
Rummet ℓ² er det eneste ℓp-rum, der er et Hilbertrum, da enhver norm, der kommer fra et indre produkt skal opfylde parallelogramidentiteten {\displaystyle \|x+y\|_{p}^{2}+\|x-y\|_{p}^{2}=2\|x\|_{p}^{2}+2\|y\|_{p}^{2}}. Ved at benytte denne på to forskellige enhedsvektorer fås direkte, at identiteten ikke kan være sand, medmindre p = 2.
Rummene ℓp kan indlejres i mange Banachrum. At ethvert Banachrum har en sådan indlejring blev modbevist med B. S. Tsirelsons konstruktion af Tsirelsonrummet i 1974.

## RummeneLp
Lad 1 ≤ p < ∞ og lad (S, Σ, μ) være et målrum. Betragt mængden af målelige afbildninger fra S til C (eller R), hvis absolut værdi i p'te potens har endeligt Lebesgueintegral; dvs. de f : S → C med
{\displaystyle \|f\|_{p}:=\left({\int |f|^{p}\;\mathrm {d} \mu }\right)^{1/p}<\infty .}
Mængden af sådanne p-dobbelt integrable afbildninger (også kaldet p-dobbelt summable, hvis målet er diskret) danner et vektorrum med følgende naturlige operationer:
{\displaystyle (f+g)(x)=f(x)+g(x)\,}
og, for en kompleks skalar λ,
{\displaystyle (\lambda f)(x)=\lambda f(x).\,}
At summen af to p-dobbelt integrable funktioner igen er en p-dobbelt integrabel funktion følger af uligheden |f + g|p ≤ 2p (|f|p + |g|p). Faktisk siger Minkowskis ulighed, at trekantsuligheden holder for ||·||p. Mængden af p-dobbelt integrable funktioner danner sammen med funktionen ||·||p et seminormeret vektorrum, der betegnes {\displaystyle {\mathcal {L}}^{p}(S,\mu ).}
Dette rum kan gøres til et normeret vektorrum ved at tage kvotientrummet mht. kernen af ||·||p. Da ||f||p = 0 hvis og kun hvis f = 0 næsten overalt identificeres to funktioner, f og g, i kvotientrummet, hvis f = g næsten overalt. Det tilsvarende normerede vektorrum er
{\displaystyle L^{p}(S,\mu ):={\mathcal {L}}^{p}(S,\mu )/\mathrm {ker} (\|\cdot \|_{p}).}
For p = ∞, defineres rummet L∞(S, μ) som mængden af essentielt begrænsede funktioner S → C (eller R), dvs. funktioner, der er begrænsede på nær på en nulmængde, idet to funktioner igen identificeres, hvis de er ens næsten overalt. For f i L∞(S, μ) tjener funktionens essentielle supremum som norm:
{\displaystyle \|f\|_{\infty }:=\inf\{C\geq 0:|f(x)|\leq C{\mbox{ for naesten alle }}x\}.}
Som før gælder
{\displaystyle \|f\|_{\infty }=\lim _{p\to \infty }\|f\|_{p}}
hvis f ∈ L∞(S) ∩ Lq(S) for et q < ∞.
For 1 ≤ p ≤ ∞ er Lp(S, μ) et Banachrum. Fuldstændigheden kan vises ved anvendelse af Lebesgueintegralteoriens konvergenssætninger.
De ovenstående definitioner kan generaliseres til de såkaldte Bochnerrum, hvor de betragtede funktioner ikke nødvendigvis er komplekse (eller reelle) men kan tage værdier i generelle normerede vektorrum.

### Specialtilfælde
Tilfældet L² er, som ℓ², det eneste Hilbertrum i klassen (og elementerne heri siges ofte at være kvadratisk integrable). Det fremkommende indre produkt,
{\displaystyle (f,g)=\int _{S}f{\bar {g}};\mathrm {d} \mu \quad (f,g\in L^{2}(S,\mu )),}
giver anledning til en rigere teori med anvendelse i blandt andet Fourieranalyse og kvantemekanik.
Benyttes komplekse funktioner er rummet L∞ en kommutativ C*-algebra med punktvis multiplikation og konjugering. For mange målrum, herunder alle sigma-endelige, er det endda en kommutativ von Neumann-algebra. Et element i L∞ definerer en begrænset operator på Hilbertrummet L² ved multiplikation.
Rummene ℓp (1≤p≤∞) fås som specialtilfælde af Lp ved at lade S være mængden af naturlige tal og lade μ være tællemålet. Mere generelt betegnes med ℓp(S) rummet Lp(S,μ), hvor μ er tællemålet, og S er en vilkårlig mængde. For eksempel er rummet {\displaystyle \ell ^{p}(\mathbb {Z} )} rummet af alle følger indekseret ved heltallene og i definitionen på p-normen på dette rum summeres over alle heltal. Rummet ℓ(n), hvor n er mængden med n elementer, er blot Rn med p-normen som defineret ovenfor.

## Egenskaber vedLp

### Duale rum
Det duale rum (mængden af alle kontinuerte lineære funktionaler) til Lp for 1 < p < ∞ har en naturlig (isometrisk) isomorfi på Lq, hvor 1/p + 1/q = 1, idet g i Lq associeres med funktionalet G i (Lp)* defineret ved
{\displaystyle G(f)=\int {\bar {f}}g\;{\mbox{d}}\mu }
(hvor her {\displaystyle {\bar {f}}} betegner den komplekst konjugerede af f). Det er muligt at vise, at ethvert G i (Lp)* kan udtrykkes på denne måde. Da relationen 1/p + 1/q = 1 er symmetrisk, er Lp refleksiv for alle værdier af p: Den naturlige monomorfi fra Lp til (Lp)** er surjektiv; det er en isomorfi mellem Banachrum.
Hvis målet på S er sigma-endeligt er det duale rum til L1(S) isomorft på L∞(S). På nær i trivielle tilfælde, er det duale rum til L∞ dog meget større end L1. 
Hvis 0 < p < 1, kan Lp defineres som ovenfor, men || · ||p opfylder ikke nødvendigvis trekantsuligheden i disse tilfælde, og det definerer således kun en quasinorm. Det er imidlertid stadig muligt at definere en metrik ved at sætte d(f, g) = (||f − g||p)p. Det resulterende metriske rum er fuldstændigt, og Lp er for 0 < p < 1 det prototypiske eksempel på et F-rum, der ikke er lokalt konvekst.

### Indlejringer
I hverdagssprog kan man for 1 ≤ p < q ≤ ∞ sige, at Lp(S) indeholder funktioner, der er mere lokalt singulære, mens Lq(S) kan spredes mere ud: Betragt Lebesguemålet på halvlinjen (0, ∞). En kontinuert funktion på L1 kan vokse voldsomt tæt ved 0 men må aftage hurtigt mod uendelig i 0. Omvendt behøver funktioner i L∞ overhovedet ikke aftage, men må heller ikke vokse mod uendelig. Generelt gælder følgende:
Lp(S) er ikke indeholdt i Lq(S), hvis og kun hvis S indeholder mængder med vilkårligt lille mål, og
Lq(S) er ikke indeholdt i Lp(S), hvis og kun hvis S indeholder mængder med vilkårligt stort mål. Specielt gælder, hvis S har endeligt mål, som resultat af Hölders ulighed, at
{\displaystyle \ \|f\|_{p}\leq \mu (S)^{(1/p)-(1/q)}\|f\|_{q},}
hvilket vil sige, at Lq er kontinuert indlejret i Lp.